# كارولاينا ساندوفال
كارولاينا ساندوفال (بالإسبانية: Carolina Sandoval)‏ هي مذيعة أخبار وصحفية فنزويلية، ولدت في 24 نوفمبر 1973 في فنزويلا.

## وصلات خارجية
- الموقع الرسمي
- كارولاينا ساندوفال على موقع IMDb (الإنجليزية)